# 卜寧
卜宁（1917年—2002年10月11日）又名卜乃夫，笔名無名氏。中国現代小說家，亦是著名的反共作家。香港著名報人卜少夫之弟，江苏南京人（原籍扬州）。其主要作品有长篇小说《北极风情画》和《塔裡的女人》，以及六卷本巨著《无名书》。

## 經歷
自学成名，1930年代即从事写作。1943年底无名氏的长篇《北极艳遇》开始连载，单行本发行時定名《北極風情画》。1944年另一部长篇《塔裡的女人》问世。这两部小说以“新奇艳丽的书名，风流倜傥的爱情故事，跌宕多姿的人际悲欢以及迷乱苍茫的哲理思索”显示出无名氏的独特魅力，在抗戰時更是风靡一时，號稱「中国新文学第一畅销书」，各销百万册以上，达五百余版。
1946年开始，卜宁专心写《无名书》，到中华人民共和国建立时，已完成了前三卷。
卜宁早期作品雖在中國大陸頗為流行，但在1950年代開始在中國大陸消失，作家自己生活也日趋窘迫，但仍坚持写作。1968-1969年卜宁曾入狱一年多，《无名书》的书稿也被抄走。文革结束后，书稿得以发还。
1982年卜宁移居香港，后辗转來到臺灣，其大河小說《无名书》，共六卷，二百六十万字，包括：《野兽、野兽、野兽》、《海艳》、《金色的蛇夜》、《死的岩层》、《开花在星云之外》、《创世纪大菩提》相继出版。
卜宁晚年定居臺北木柵，頗為困頓，幾依稿費維生。其全部作品目前已达三十种左右。來台初期將其著作(含來台時演講錄)交由台北黎明文化公司出版，1998年至2001年由文史哲出版社、九歌出版社共同出版20卷《無名氏全集》。

## 影視形像
中視於1990年播出的八點檔連續劇《塔裡的女人》，由姜育恆飾演。
中視經典戲劇頻道於2023年7月24日晚間6點上架《塔裡的女人》完整版。

## 外部連結
- 中視經典戲劇頻道  塔裡的女人完整版 （页面存档备份，存于）